# Saprus lawrencei
Saprus lawrencei är en skalbaggsart som beskrevs av Zdzisława Stebnicka och Henry Fuller Howden 1995. Saprus lawrencei ingår i släktet Saprus och familjen Aegialiidae. Inga underarter finns listade i Catalogue of Life.